# Pierre Musy
Pierre Musy (n. 25 august 1910, Albeuve⁠(d), Haut-Intyamon⁠(d), cantonul Fribourg, Elveția – d. 21 noiembrie 1990, Düdingen⁠(d), cantonul Fribourg, Elveția) a fost un sportiv ce a reprezentat Elveția, medaliat olimpic. La Jocurile Olimpice de iarnă din 1936 a câștigat o medalie de aur în proba de bob. La Jocurile Olimpice de vară din 1948 a participat în proba de echitație.

## Participări
Lista de mai jos prezintă principalele competiții la care a participat Pierre Musy de-a lungul carierei.
- bobsleigh at the 1936 Winter Olympics – four-man[*]